# František Magyar
František Magyar, též Ferenc Magyar (30. listopadu 1928 – duben 2013), byl slovenský a československý politik maďarské národnosti, po sametové revoluci politik a poslanec Sněmovny lidu za hnutí Együttélés, respektive za Maďarské křesťanskodemokratické hnutí, později vyloučen z MKDH, člen formace Maďarská ľudová strana.

## Biografie
Ve volbách roku 1990 zasedl do Sněmovny lidu (volební obvod Východoslovenský kraj) za hnutí Együttélés, zasedal pak v poslaneckém klubu Maďarského křesťanskodemokratického hnutí. V lednu 1991 se spolu s několika dalšími politiky MKDH obrátili otevřeným dopisem na vedení strany s kritikou jejich taktiky, která měla být příčinou neúspěchu strany v komunálních volbách roku 1990. V dubnu 1991 na sjezdu MKDH utvořil Magyar a další straničtí kritici Demokratickou frakci, ale byli ze strany vyloučeni. Proti vyloučení Magyara se ovšem v květnu 1991 postavila košická organizace MKDH s tím, že šlo o nelegální krok. Téhož měsíce Magyar a další poslanci Federálního shromáždění přestoupili formálně do poslaneckého klubu nazvaného nyní Együttélés. Později byl členem klubu MĽS. Ve Federálním shromáždění setrval do konce funkčního období parlamentu, tedy do voleb roku 1992.